# Sites mégalithiques de la Dordogne
La Dordogne est un département qui dispose d'un riche patrimoine mégalithique, au carrefour de multiples influences (angoumoisine, caussenarde), assez complexe mais méconnu car n'ayant pas fait l'objet de la même attention que celle dont ont bénéficié les monuments mégalithiques des départements voisins (Gironde, Lot, Corrèze...).

## Caractéristiques

### Typologie
La situation géographique du département se traduit par diverses influences. À l'ouest et jusqu'au sud, c'est l'influence angoumoisine qui domine (dolmen de Peyrelevade, dolmen de Larocal). Aux frontières sud du département, la fréquence des allées couvertes, de type allée d'Aquitaine, prolonge le phénomène observé dans la Gironde et en Lot-et-Garonne (allées couvertes de la Borie Neuve, allée couverte de la Courrège) et on peut déjà y observer une influence du mégalithisme caussenard, typique du Lot et de l'ouest-Aveyronnais. Le nord-est du département, quant à lui, fort logiquement, comporte des monuments qui annoncent les dolmens simples du Limousin.

### Fouilles archéologiques
Peu de monuments ont fait l'objet de fouilles archéologiques en bonne et due forme. La plupart ont été fouillés au XIXe siècle, selon les méthodes de l'époque. Le devenir du mobilier recueilli lors de ces fouilles est lui-même très incertain. Dans le dernier quart du XXe siècle, seuls deux édifices (Peyrelevade et l'allée du Point du Jour) ont été fouillés. Il est vraisemblable que ce moindre intérêt des préhistoriens s'explique par l'attrait beaucoup plus considérable qu'exercent dans le département les multiples et célèbres sites paléolithiques.

### Recensements
Le patrimoine mégalithique du département éveilla très tôt la curiosité des érudits locaux. En 1818, François Jouannet rapporte qu'on lui montra un dessin du dolmen de Sarlat réalisé 200 ans plus tôt. Tout au long du XIXe siècle et du XXe siècle, de nombreux inventaires furent réalisés en y incluant bien souvent de pseudo-monuments, d'origine totalement naturelle. Le plus ancien est celui de Wlgrin de Taillefer publié en deux tomes en 1821 et 1826.
- L'Inventaire des monuments mégalithiques de France[3] réalisé en 1880 lui attribuait : 106 dolmens, 23 menhirs, 7 cromlechs, et 9 pierres branlantes ;
- Adrien de Mortillet comptabilise 110 dolmens en 1901[4], et Joseph Déchelette mentionne 24 menhirs, en 1908[5] ;
- Fernand Niel en 1958[6] reprend les décomptes de Mortillet et Déchelette et les actualise, soit 110 dolmens et 16 menhirs.

La toponymie constitue un bon indicateur de l'importance du phénomène mégalithique. Les toponymes comme « Peyrelevade, Peyrefiche, Peyrefitte, Peyrepincade, Peyreplantade, Cayre-Levat désignent de manière relativement certaine des mégalithes subsistants ou détruits ». Au cas particulier, le toponyme Peyrelevade, très fréquent, ne désigne jamais un menhir mais toujours un dolmen.
C'est à Dominique Pauvert en 1995 que l'on doit le dernier recensement exhaustif réalisé. Il considère que le département compterait comme « mégalithes certains » 82 dolmens et 13 menhirs auxquels il faudrait rajouter comme « mégalithes très probables », 61 dolmens et 17 menhirs. Les 17 cromlechs et alignements souvent signalés semblent par contre assez douteux. Au total, ce sont 256 édifices mégalithiques, dont 173 « très probables » qui ont été recensés.
| \| Périgueux Bergerac Nontron Sarlat-la-Canéda \| Répartition géographique des mégalithes. · : dolmen - : menhir - : autre site mégalithique |
| Périgueux Bergerac Nontron Sarlat-la-Canéda                                                                                                  |

### Répartition géographique
La répartition est assez homogène sur tout le territoire du département, seules certaines zones forestières (forêt de la Double) demeurant vierges de toute présence mégalithique, sous réserve que, jusqu'à aujourd'hui, la végétation n'ait pas masqué des monuments inconnus. Deux zones géographiques se distinguent cependant par l'abondance de leur patrimoine mégalithique : le sud du département riche de plus « d'une cinquantaine de monuments (détruits ou subsistants) » et le nord du département (vallées de la Côle et de la Dronne) qui bénéficie de la proximité angoumoisine. A contrario, sur la frontière est du département, les dolmens semblent sous-représentés alors que dans le Lot voisin, le même type de terrains a été le lieu de prédilection de l'essor du mégalithisme caussenard.

### Essai de datation
L'absence de fouilles archéologiques récentes ne permet pas de disposer de datations absolues. L'architecture (dolmen simple ou dolmen à couloir) n'est pas suffisante car la coexistence des deux types architecturaux n'est pas exclue, sans parler de la réutilisation des monuments à une époque postérieure à celle de leur construction. Dès lors, l'appartenance des monuments, notamment des dolmens simples, au Néolithique moyen ou final demeure incertaine.

## Inventaire non exhaustif
| Monument                           | Commune                            | Remarque                                          | Protection        | Coordonnées                  | Illustration                       |
| ---------------------------------- | ---------------------------------- | ------------------------------------------------- | ----------------- | ---------------------------- | ---------------------------------- |
| Dolmen de Baneuil                  | Baneuil                            |                                                   |                   | 44° 50′ 54″ N, 0° 41′ 11″ E  |                                    |
| Dolmen de Peyre Nègre              | Beaumont-du-Périgord               |                                                   |                   | 44° 44′ 32″ N, 0° 44′ 47″ E  | Dolmen de Peyre Nègre              |
| Pierre Levée                       | Beauregard-et-Bassac               |                                                   | Classé MH (1940)  | 44° 59′ 25″ N, 0° 37′ 58″ E  | Pierre Levée                       |
| Menhir de Beauregard-de-Terrasson  | Beauregard-de-Terrasson            |                                                   |                   |                              |                                    |
| Caillou de Monjerma                | Boisse                             | menhir                                            |                   | 44° 42′ 43″ N, 0° 38′ 15″ E  |                                    |
| Dolmen de Peyrelevade              | Brantôme                           |                                                   | Classé MH (1889)  | 45° 21′ 41″ N, 0° 39′ 46″ E  | Dolmen de Peyrelevade              |
| Menhir de Léguillou                | Bourdeilles                        | menhir probable                                   |                   |                              |                                    |
| Dolmen de la Bourgeade             | Bourg-du-Bost                      | dolmen probable                                   |                   |                              |                                    |
| Le Cayre                           | Le Buisson-de-Cadouin              | dolmen probable                                   |                   |                              |                                    |
| Menhir de Peyrecourt               | Capdrot                            |                                                   |                   | 44° 42′ 10″ N, 0° 56′ 15″ E  |                                    |
| Dolmen de Peyrelevade              | Condat-sur-Trincou                 |                                                   | Classé MH (1960)  | 45° 22′ 13″ N, 0° 42′ 04″ E  | Dolmen de Peyrelevade              |
| Menhir du Fouret                   | Condat-sur-Trincou                 | menhir probable                                   |                   |                              |                                    |
| Dolmen de Giverzac                 | Domme                              |                                                   | Inscrit MH (1962) | 44° 48′ 39″ N, 1° 14′ 41″ E  | Dolmen de Giverzac                 |
| Dolmen d'Eylias                    | Eymet                              | allée couverte                                    | Inscrit MH (1981) | 44° 41′ 21″ N, 0° 23′ 43″ E  | Dolmen d'Eylias                    |
| Al Roc del Ser                     | Faux-en-Périgord                   | dolmen                                            |                   | 44° 46′ 48″ N, 0° 39′ 15″ E  |                                    |
| Dolmen de Campguilhem              | Faux-en-Périgord                   |                                                   |                   | 44° 47′ 10″ N, 0° 37′ 24″ E  |                                    |
| Dolmen de la Robertie              | Faux-en-Périgord                   |                                                   | détruit           |                              |                                    |
| Dolmen du Bourdil                  | Faux-en-Périgord                   | autre nom Pierre du Général                       |                   | 44° 46′ 25″ N, 0° 39′ 57″ E  |                                    |
| Dolmen                             | La Gonterie-Boulouneix             |                                                   |                   |                              |                                    |
| Dolmen de Laumède                  | Lalinde                            |                                                   |                   |                              |                                    |
| Tumulus de Matelin                 | Lamothe-Montravel                  | ensemble mégalithique indéterminé                 | détruit           |                              |                                    |
| Allée couverte de Lavalade         | Lavalade                           | découverte en 1992                                |                   |                              |                                    |
| Menhir de Peyrégude                | Lavalade                           |                                                   |                   | 44° 42′ 12″ N, 0° 51′ 34″ E  |                                    |
| Menhir des Lèches                  | Les Lèches                         | menhir probable                                   |                   |                              |                                    |
| Dolmen de Peyrelevade              | Limeyrat                           |                                                   | Inscrit MH (1980) | 45° 11′ 06″ N, 1° 00′ 10″ E  | Dolmen de Peyrelevade              |
| Roc Leva                           | Liorac-sur-Louyre                  | mégalithe indéterminé                             | détruit           |                              |                                    |
| Allées couvertes de la Borie Neuve | Marsalès                           | deux allées couvertes autre nom l'Oustal-del-Loup |                   | 44° 42′ 18″ N, 0° 54′ 05″ E  | Allées couvertes de la Borie Neuve |
| Menhir de Lacoste                  | Maurens                            |                                                   |                   | 44° 56′ 37″ N, 0° 29′ 12″ E  |                                    |
| Pierre des Justices                | Mauzens-et-Miremont                | polissoir                                         | Classé MH (1968)  | conservé chez un particulier |                                    |
| Dolmen de Peyrelevade              | Mayac                              | ruiné                                             |                   |                              |                                    |
| Dolmen de Vaure                    | Mialet                             |                                                   |                   |                              |                                    |
| Dolmen de Peyrelevade              | Mussidan                           | ruiné                                             |                   |                              |                                    |
| Allée couverte du Blanc            | Nojals-et-Clotte                   |                                                   | Classé MH (1971)  | 44° 44′ 21″ N, 0° 45′ 12″ E  | Allée couverte du Blanc            |
| Dolmen de Malcepiot                | Orliaguet                          |                                                   |                   |                              |                                    |
| Dolmen de Fontenelles              | Paunat                             |                                                   |                   | 44° 54′ 06″ N, 0° 52′ 20″ E  |                                    |
| Dolmen de Peyrelevade              | Paussac-et-Saint-Vivien            |                                                   | Inscrit MH (1960) | 45° 19′ 49″ N, 0° 31′ 49″ E  | Dolmen de Peyrelevade              |
| Menhir de la Monerie               | Paussac-et-Saint-Vivien            |                                                   |                   | 45° 19′ 40″ N, 0° 32′ 37″ E  |                                    |
| Dolmen de la Morélie               | Payzac                             |                                                   |                   | 45° 26′ 59″ N, 1° 10′ 51″ E  |                                    |
| Roc de la Chèvre                   | Plaisance                          | dolmen                                            |                   |                              |                                    |
| Dolmen de Pierre Tournante         | Puyrenier                          |                                                   | détruit           |                              |                                    |
| Allée couverte de Mayne del Rey    | Rampieux                           |                                                   | ruinée            |                              |                                    |
| Dolmen de Peyrelevade              | Rampieux                           |                                                   | Classé MH (1889)  | 44° 43′ 21″ N, 0° 48′ 38″ E  | Dolmen de Peyrelevade              |
| Dolmen du Cayre                    | Rouffignac-Saint-Cernin-de-Reilhac | autre nom Dolmen de la Faye                       |                   | 45° 03′ 05″ N, 0° 57′ 40″ E  |                                    |
| Dolmen de Langlade                 | Saint-Amand-de-Belvès              | autre nom Maison du Loup                          |                   | 44° 44′ 59″ N, 1° 03′ 01″ E  |                                    |
| Dolmen de Bien-Assis               | Saint-Antoine-de-Breuilh           |                                                   |                   | 44° 51′ 28″ N, 0° 09′ 22″ E  |                                    |
| Peyre-Brune                        | Saint-Aquilin                      |                                                   | Classé MH (1889)  | 45° 11′ 43″ N, 0° 27′ 27″ E  | Dolmen de Peyrebrune               |
| Allée couverte de la Courrège      | Saint-Cassien                      |                                                   |                   | 44° 40′ 25″ N, 0° 49′ 56″ E  |                                    |
| Polissoir des Charrieux            | Saint-Cassien                      |                                                   |                   | 44° 40′ 53″ N, 0° 50′ 18″ E  |                                    |
| Dolmen de Poujols                  | Saint-Cernin-de-Labarde            |                                                   | détruit           |                              |                                    |
| Dolmen de Saintongès               | Saint-Cernin-de-Labarde            |                                                   | détruit           |                              |                                    |
| Dolmen de Cantegrel                | Saint-Chamassy                     | autre nom Dolmen des Clotes                       | Inscrit MH (2008) | 44° 51′ 39″ N, 0° 55′ 12″ E  | Dolmen de Cantegrel                |
| Pierre Jovente                     | Saint-Crépin-de-Richemont          | menhir probable                                   |                   |                              |                                    |
| Peyro Pincado                      | Saint-Cybranet                     | menhir                                            |                   | 44° 48′ 15″ N, 1° 10′ 09″ E  |                                    |
| Dolmen de Peyrerousse              | Saint-Martin-l'Astier              | dolmen probable                                   |                   |                              |                                    |
| Pierre Brune                       | Sainte-Orse                        | menhir probable                                   |                   | 45° 11′ 58″ N, 1° 03′ 32″ E  |                                    |
| Dolmen de Larocal                  | Sainte-Sabine-Born                 | autres noms Case-du-Loup ou Cabane-du-Loup        |                   | 44° 42′ 48″ N, 0° 43′ 06″ E  |                                    |
| Dolmen de Pincanelle               | Sainte-Sabine-Born                 | autre nom Roc-de-Causse                           |                   | 44° 43′ 08″ N, 0° 42′ 57″ E  |                                    |
| Menhir de Fixard                   | Saint-Estèphe                      |                                                   |                   | 45° 37′ 16″ N, 0° 39′ 15″ E  | Menhir de Fixard                   |
| Pierre Levée                       | Saint-Jory-de-Chalais              |                                                   |                   | 45° 31′ 12″ N, 0° 54′ 45″ E  | Pierre Levée                       |
| Dolmen du Breil                    | Saint-Léon-d'Issigeac              |                                                   |                   | 44° 42′ 51″ N, 0° 40′ 57″ E  |                                    |
| Dolmen de la Peyre-Plantade        | Saint-Méard-de-Gurçon              |                                                   |                   | 44° 54′ 57″ N, 0° 10′ 10″ E  |                                    |
| Dolmen de Bonarme                  | Saint-Pardoux-et-Vielvic           |                                                   |                   | 44° 47′ 45″ N, 0° 58′ 23″ E  | Dolmen de Bonarme                  |
| Polissoirs de Bonarme              | Saint-Pardoux-et-Vielvic           |                                                   |                   | 44° 47′ 45″ N, 0° 58′ 11″ E  |                                    |
| La Pierre                          | Saint-Saud-Lacoussière             | dolmen                                            | disparu           |                              |                                    |
| Peyrelevade                        | Saint-Saud-Lacoussière             |                                                   | ruiné             |                              |                                    |
| Dolmen de Cayreleva                | Siorac-en-Périgord                 |                                                   |                   | 44° 48′ 13″ N, 0° 58′ 31″ E  |                                    |
| Dolmen de la Pelletenie            | Sorges                             | douteux                                           |                   | 45° 18′ 17″ N, 0° 51′ 11″ E  |                                    |
| Dolmen de Sorges                   | Sorges                             |                                                   |                   |                              |                                    |
| Menhir des Bressaudies             | Sourzac                            |                                                   |                   |                              |                                    |
| Peyrelevade                        | Sourzac                            |                                                   |                   |                              |                                    |
| Pierre-Plate                       | Teyjat                             | dolmen                                            | ruiné             |                              |                                    |
| Dolmen de Pierrefiche              | Thiviers                           | douteux                                           |                   |                              |                                    |
| Dolmen de Palus                    | Tocane-Saint-Apre                  | autre nom Dolmen de Margot                        |                   | 45° 12′ 53″ N, 0° 27′ 18″ E  | Dolmen de Palus                    |
| Dolmen de la Vaurélie              | Tocane-Saint-Apre                  |                                                   |                   |                              |                                    |
| Menhir de Puyponchet               | Tocane-Saint-Apre                  |                                                   |                   |                              |                                    |
| Pierre du Parc                     | Tocane-Saint-Apre                  | menhir                                            |                   |                              |                                    |
| Dolmen de Laprougès                | Valeuil                            |                                                   | Classé MH (1960)  | 45° 19′ 04″ N, 0° 38′ 48″ E  | Dolmen de Laprougès                |
| Mégalithe des Coutoux              | Valeuil                            | autre nom Menhir de Jambe-Grosse                  | Inscrit MH (1962) | 45° 19′ 18″ N, 0° 39′ 40″ E  | Mégalithe des Coutoux              |
| Allée du Point du Jour             | Vergt-de-Biron                     |                                                   |                   | 44° 39′ 01″ N, 0° 50′ 14″ E  | Allée du Point du Jour             |
| Dolmen de Pierre-Levée             | Verteillac                         |                                                   | ruiné             |                              |                                    |
| Dolmen de Peyrelevade              | Villamblard                        |                                                   | ruiné             |                              |                                    |
| Peyrefiche                         | Villamblard                        | menhir probable                                   |                   |                              |                                    |
| Dolmen de Puyruffet                | Villars                            |                                                   |                   |                              |                                    |
| Pierre du diable                   | Vitrac                             | autre nom Dolmen de Peyrelevade                   | Classé MH (1910)  | 44° 51′ 04″ N, 1° 12′ 17″ E  | Pierre du Diable                   |